# Inhoudsanalyse
Inhoudsanalyse is een methode uit de empirische sociale wetenschappen. Onderwerp is de analyse van de inhoud van communicatie die in de vorm van teksten beschikbaar is, bijvoorbeeld krantenartikelen of uitgeschreven interviews. Onder inhoudsanalytische technieken verstaat men doorgaans de kwantitatieve analyse van teksten, die eigenstandig of in verbinding met kwalitatieve methoden zoals kwalitatieve inhoudsanalyse of discoursanalyse gebruikt kan worden.

## Grondslagen
Als stichters van de inhoudsanalyse gelden Bernard R. Berelson en Harold Lasswell, met onderzoeken naar oorlogsberichtgeving en oorlogspropaganda tijdens de Tweede Wereldoorlog. De methode maakte een belangrijke ontwikkeling door in de jaren na de Tweede Wereldoorlog.
Het materiaal voor een inhoudsanalyse naar hedendaagse maatstaven wordt volgens een wetenschappelijk gefundeerd schema gecodeerd en ter inzage gelegd. Bij de kwantitatieve inhoudsanalyse gaat de onderzoeker theoriegestuurd te werk. Dit is niet het geval in de hermeneutische tekstinterpretatie, waar de betekenis van de tekst en de intentie van de auteurs onderzoeksonderwerp zijn. Vervolgens worden in de hermeneutische tekstinterpretatie op grond van sociaalwetenschappelijke hypothesen interessante aspecten geïsoleerd en met behulp van de empirische methoden van inhoudsanalyse verwerkt.
Het doel van inhoudsanalyse is de aanwezige complexiteit van het onderzoeksmateriaal (de tekst) te verminderen. Dit wordt bereikt doordat het oninteressante deel van de communicatie via een zogeheten stopwoordlijst wordt weggefilterd en na een frequentieanalyse van de sleutelwoorden de Key Words In Context (KWIC) vastgesteld worden. KWIC-analyses zijn elementaire eerste stappen richting een inhoudsanalyse, maar niet de afsluitende. In aansluiting op de KWIC-analyse volgen verdere stappen, die een kwantitatief-statistische analyse van de communicatie-inhoud mogelijk maken.
Daarbij onderzoekt de formeel-descriptieve benadering de uitwendige tekstkenmerken. De diagnostische benadering poogt verklaringen te vinden voor de ontstaansvoorwaarden van het materiaal, bijvoorbeeld over motieven van de verslaggeving. Bij een prognostische benadering tracht men een voorspelling te geven over de werking van de inhoud op de communicatieontvanger.
Men onderscheidt verschillende werkwijzen voor de inhoudsanalyse. Frequentieanalyses beperken zich tot een beschrijvende telling van het aantal maal dat een woord voorkomt in de tekst. Bij een valentieanalyse wordt daarenboven geregistreerd of de inhoud positief of negatief geladen is. De intensiteitsanalyse bepaalt de intensiteit van waarderingen met behulp van een passende meetschaal.
Er bestaat een reeks computerprogramma´s ter ondersteuning van inhoudsanalytische methoden. Door de thans vergemakkelijkte beschikbaarheid van rekencapaciteit nemen in de kwantitatieve inhoudsanalyse computerondersteunde methoden in belang toe. Met gebruikmaking van woordenlijsten transformeren deze methoden de oorspronkelijke tekststructuur in een statistisch analyseerbaar format. In de inhoudsanalyse zijn hiervoor vooral die statistische methoden geschikt die traditioneel de exploratieve gegevensanalyse toe te schrijven is, zoals de multidimensionale schaling die overeenkomsten tussen de individuele teksten, de sprekers of auteurs en de achterliggende concepten probeert te meten en te modelleren. Verder statistische mogelijkheden bieden de correspondentieanalyse, clusteranalyse en multilevelanalyse.

## Verloop van inhoudsanalyse
In de planningsfase wordt allereerst de onderzoeksvraag geformuleerd en worden geëigende hypothese opgesteld, die veelal afgeleid worden van meeromvattende sociaalwetenschappelijke theorieën, zoals organisatie- en beleidsvormingstheorieën. Voorts wordt op grond van de onderzoeksvraag en de hypotheses het onderzoeksmateriaal verkozen (onderzoekseenheden, bijvoorbeeld publicaties van bepaalde kranten binnen een afgebakende tijdspanne, of tv-uitzendingen op een bepaalde zender die bestudeerd dienen te worden). Indien een volledige weergave niet mogelijk, niet zinvol of te duur is, dan wordt een steekproef gekozen uit het onderzoeksmateriaal.
In de ontwikkelingsfase wordt met theoriegestuurde en empiriegestuurde classificatie een categoriesysteem gevormd (woordenboekgebaseerde benadering), aan de hand waarvan een bestudering plaatsheeft. Het categoriesysteem dient omvattend te zijn en dus alle aspecten van het onderzoeksmateriaal te beslaan die voor beantwoording van de onderzoeksvraag beschouwd moeten worden. Bovendien moet het systeem disjunct en eenduidig zijn; dat wil zeggen dat elk kenmerk van de te onderzoeken inhoud ontegenzeggelijk in slechts één categorie kan worden ingedeeld. Een te gedetailleerd categoriesysteem dient vermeden te worden, omdat de eenduidigheid van het systeem afneemt bij te sterk gedifferentieerde categorieën en de praktische uitvoering bemoeilijkt wordt. 
Aansluitend worden coderingsregeling geformuleerd. Dit zijn concrete instructies voor menselijke codeurs, die stellen hoe de onderzochte inhoud versleutelt oftewel in getallen gecodeerd moet worden, bijvoorbeeld de concrete criteria waarmee een computerondersteunde inhoudsanalyse verloopt. Categorieënschema’s, codeeraanwijzingen en coderingsvellen (een dataregistratiemiddel in gedrukte of elektronische vorm, waarin de codes voor de geanalyseerde inhoud worden ingevoerd) worden later in een codeboek samengevat.
In de testfase wordt een proefcodering (pre-test) doorgevoerd en indien nodig wordt het categorieënsysteem bijgesteld teneinde een zo hoog mogelijke betrouwbaarheid te behalen. 
Wanneer de tests zijn afgesloten volgt de eigenlijke codering. Ter voorbereiding van de coderingsfase moeten menselijke codeurs uitvoerig geïnstrueerd worden en machines voor computerondersteunde inhoudsanalyse geprogrammeerd. Het onderzoeksmateriaal dient zo mogelijk willekeurig toebedeeld te worden aan de codeurs, waarmee onvermijdelijke fouten en eventuele eigenaardigheden van codeurs bij gebruik van het codeboek toevallig worden verdeeld over de coderingen.
In de analysefase worden de uit de teksten gewonnen gegevens verwerkt, gecontroleerd en middels statistische handelingen geanalyseerd, bijvoorbeeld met multidimensionale schaling, variantieanalyse (ANOVA, MANOVA), correspondentieanalyse of netwerkanalyse. Conform het schaalniveau van de teksten hebben deze handelingen recentelijk aan belang gewonnen, terwijl factoranalyse en clusteranalyse in omvang en belang zijn afgenomen.

## Waardering en beoordeling van de methode
Inhoudsanalyse is niet noodzakelijkerwijs afhankelijk van medewerking van respondenten. Dankzij moderne communicatiemiddelen (websites, archieven en bibliotheken voor schriftelijk materiaal) zijn teksten betrekkelijk eenvoudig te verkrijgen, waardoor inhoudsanalyse een gunstige methode is voor secundaire analyse. Evenals bij enquêtes is het grootste knelpunt de mate waarin keuze van teksten een statistisch representatieve uitspraak (over een groep auteurs, de bevolking) toestaan. Met alleen inhoudsanalyse zijn geen uitspraken te doen over de intenties van auteurs of sprekers. Daarvoor is een aanvullend communicatoren- en ontvangersonderzoek nodig. De beschrijvende gegevens fungeren als uitgangspunt voor latere analyses. Als methode voor gegevensanalyse biedt de inhoudsanalyse interessante aspecten, daar niet-numerieke ruwe data in een analyseerbaar wiskundig-statistisch toegankelijke vorm getransformeerd kunnen worden. 
In vergelijking met andere methoden heeft de inhoudsanalyse de volgende voordelen:
- Met behulp van inhoudsanalyse zijn uitspraken te doen over communicatoren en hun bedoelingen die niet of niet meer direct raadpleegbaar zijn. Door systematische analyse kan men eigenschappen afleiden die de overeenkomsten of verschillen tussen teksten en de achterliggende concepten aanwijzen
- Het onderzoeksmateriaal is tijdsonafhankelijk beschikbaar
- Er is geen kans op sociaal wenselijk gedrag door het onderzoeksmateriaal
- Het onderzoek is herhaalbaar[2] en de gevolgde werkwijze is te achterhalen
- Inhoudsanalyse is relatief kostenefficiënt

Toepassing van inhoudsanalyse is voornamelijk te vinden in de sociale wetenschappen, zoals in de politieke sociologie voor onderzoek naar verkiezingsprogramma´s en politieke teksten (parlementsdebatten), in de psychologie bij onderzoek naar de inhoud van dagboeken en in de marketing bij bestudering van reclameteksten.